# フェルディナント・ゴットホルト・マックス・アイゼンシュタイン
フェルディナント・ゴットホルト・マックス・アイゼンシュタイン（Ferdinand Gotthold Max Eisenstein、1823年4月16日 - 1852年10月11日）は、ドイツの数学者。楕円関数論、行列の理論やアイゼンシュタイン整数の発見などの業績を残したが若くして結核で亡くなった。ガウスやディリクレのもとで学び、ガウスも彼の才能を高く評価していた。ベルリン大学で学生時代に、レオポルト・クロネッカーと友人になった。リーマンはベルリン大学で彼の講義を受けている。
楕円関数論での研究では、（関数論に依拠するのではなく）整数論との関連を重視して多くの公式を具体的に与えた。この成果を晩年のクロネッカーが見出して、楕円関数論に新たな方向性をもたらすことになる。

## 初期の生活
両親はユダヤ系のヨハン・コンスタンティン・アイゼンシュタインとヘレーネ・ポラックで、彼が生まれる前にプロテスタントに改宗した。幼い頃から数学と音楽の才能を発揮した。幼い頃からピアノを習い、生涯を通じてピアノの演奏と作曲を続けた。
幼児期に髄膜炎にかかり、5人の兄弟姉妹の命を奪った。1837年、14歳のときにフリードリヒ・ヴィルヘルム・ギムナジウムに入学し、その後すぐにベルリンのフリードリヒ・ヴェルダー・ギムナジウムに入学した。教師たちは彼の数学の才能を認めていたが、15歳のときにはすでに学校で教えられることはすべて学んでいた。その後、レオンハルト・オイラーとラグランジュの著作から微分積分学を学び始める。
17歳の時、まだ学生であったアイゼンシュタインは、ベルリン大学でペーター・グスタフ・ルジューヌ・ディリクレらの授業に出席し始めた。1842年、最終試験を受ける前に、父親を探すために母親とイギリスに渡る。1843年、彼はダブリンでウィリアム・ローワン・ハミルトンに出会い、彼からニールス・ヘンリック・アベルの5次多項式を解くことの不可能性の証明に関する彼の著書をもらった。

## 驚くべき5年間
1843年、アイゼンシュタインはベルリンに戻り、卒業試験に合格して翌年の秋に大学に入学した。1844年1月、彼はすでに最初の研究をベルリン・アカデミーで発表していた。同年、彼は後にアイゼンシュタインのパトロンとなるアレクサンダー・フォン・フンボルトと初めて会った。フンボルトは国王、プロイセン政府、ベルリンのアカデミーから助成金を得て、アイゼンシュタインの極貧を補うことに成功した。1844年だけでも23以上の論文と2つの問題をクレレ誌に発表しており、その中には平方剰余の相互法則の2つの証明と、それに類似した3乗剰余の相互法則と4乗剰余の相互法則の法則が含まれていた。
1844年6月、アイゼンシュタインはゲッティンゲンのカール・フリードリヒ・ガウスを訪問した。1845年、エルンスト・クンマーは彼がブレスラウ大学で名誉博士号を受けるのを見届けた。カール・グスタフ・ヤコブ・ヤコビもその区別を奨励したが、ヤコビとエイゼンシュテインの間の関係は、1846年に行われた発見の順序に関する意見の相違が主な原因となって、後に常に不安定なものとなった。1847年、アイゼンシュタインはベルリン大学で教鞭をとるようになる。ベルンハルト・リーマンは彼の楕円関数の授業に出席した。

## ガウスの引用
E.T.ベルは1937年の著書『数学をつくった人びと』(Men of Mathematics, 原著237ページ) でカール・フリードリヒ・ガウスが「エポックメイキングな数学者は3人しかいない、アルキメデス、アイザック・ニュートン、そしてアイゼンシュタインだ」と言ったと主張しており、これはアイゼンシュタインに関する著作で広く引用されている。これはガウスによる引用ではなく、Moritz Cantor (1877) によるアイゼンシュタインの伝記からの文の終わり（の翻訳）であり、ガウスの最後の学生と数学の歴史家の一人は、何年も前の会話の中でアイゼンシュタインについてガウスによって行われた発言の彼の記憶を要約していた。
ガウスが本当にニュートンとアイゼンシュタインを同等に評価したかは疑わしいが、彼の著作は、ガウスアイゼンシュタインの非常に高く考えていたことを示している。例えば、1846年4月14日付けのガウスからフンボルトへの手紙には、アイゼンシュタインの才能は、自然が100年に数回しか与えられない（"welche die Natur in jedem Jahrhundert nur wenigen erteilt"）と書かれている。